# Delphin Strungk
Delphin Strungk (eller Strunck), född 1600 eller 1601, död 12 oktober 1694, var en tysk kompositör och organist. Han förknippas med den nordtyskska skolan. 
Man vet första någon om honom år 1630, då han blev organist i Marienkirche i Wolfenbüttel. Detta följdes av en utnämning vid hovet i Celle från 1632 till 1637. I maj 1637 flyttade han till Brunswick, där han var kvar till sin död, för att tillträda som organist i St. Martini kyrkan. Han spelade också i andra kyrkor i trakten. 
Hans överlevande kompositioner består av sex kyrkomusikstycken för röster och instrument, som nu finns i samlingen Herzog August Bibliothek, Wolfenbüttel och Staatsbibliothek zu Berlin Preussischer Kulturbesitz. Det finns också orgelverk som har bevarats: sex koralförspel och fantasier av hög kvalitet i tablaturskrift, och finns nu i samlingen Ratsbücherei, Lüneburg. Dessa har publicerats i Die Orgel, II/12 (Lippstadt, 1960), Alte Meister des Orgelspiels, red. K. Straube ( Leipzig, 1904), Seasonal Chorale Preludes with Pedals I, ed. C. H. Trevor (London, 1963) och Corpus of Early Keyboard Music XXIII (1973). 
Hans son Nicolaus Adam Strungk var operakomponist.